# Étienne Fiacre Louis Raoul
Pour les articles homonymes, voir Raoul.
Étienne Fiacre Louis Raoul est un chirurgien de marine et un naturaliste français né le 23 juillet 1815 à Brest et mort le 30 mars 1852 dans cette même ville.
Au jardin des explorateurs de Brest, il est mentionné que Étienne Raoul est décédé à Lannilis (par confusion avec Édouard François Armand Raoul, son petit-cousin).

## Biographie
Fils de Joseph-François Raoul, capitaine de la Royale, et neveu d'Ange Marie Aimé Raoul, ingénieur hydrographe, il fait des études à l’école de santé de Brest et devient chirurgien de troisième classe en 1836. Il participe à la Commission d’exploration de l’Afrique et part sur L’Aube sous le commandant du capitaine de corvette Lavaud. Il débarque à la baie des Îles en Nouvelle-Zélande le 11 juillet 1840 et n’en partira que trois ans plus tard à bord de L’Allier.
Revenu à Paris, il travaille au Muséum national d'histoire naturelle sous la direction d’Adolphe Brongniart (1801-1876) et de Joseph Decaisne (1807-1882) au classement du grand nombre de spécimens rapportés de son séjour en Nouvelle-Zélande. En parallèle, il fait des études de médecine et obtient son titre de docteur en 1844 avec une thèse intitulée Des rapports des maladies aigües et chroniques du cœur avec les affections dites rhumatismales.
En 1846, il fait paraître un livre important intitulé Choix de plantes de la Nouvelle-Zélande chez Fertin et Masson. Après un bref séjour vers 1846 en Afrique, il devient médecin-professeur au port de Brest en 1849. En 1851, il fait paraître un Guide hygiénique et médical pour les bâtiments de commerce qui fréquentent la Côte occidentale d’Afrique.
Joseph Dalton Hooker a baptisé le genre Raoulia en son honneur.